# Otematata
Otematata – miasto w Nowej Zelandii, na Wyspie Południowej, w regionie Canterbury.